# Ewald Follmann
Ewald Follmann (* 28. Januar 1926; † 20. Juni 1990) war ein deutscher Fußballspieler.

## Karriere

### Vereine
Follmann spielte für den im Saarland beheimateten VfB Neunkirchen – der den Namen Borussia (neulateinisch für Preußen) vorerst nicht führen durfte –  zunächst in der Saison 1946/47 bis 1947/48 in der Gruppe Nord der Oberliga Südwest; die Saison 1948/49 in der Ehrenliga Saarland.
Während der Saison 1949/50 war er von Juli 1949 bis Januar 1950 für den französischen Erstligisten FC Metz aktiv, den er im Februar 1950 jedoch verließ. Als Letztplatzierter der Meisterschaft stieg seine Mannschaft in die Division 2 ab.
Die Rückrunde der Saison 1949/50 spielte er dann für den SV St. Ingbert in der zweitklassigen Bewährungsklasse Saar, bevor er zur Saison 1950/51 zum VfB Neunkirchen zurückkehrte und für diesen ausschließlich Privatspiele bestritt. Mit der Integration der saarländischen Vereine in die deutsche Ligastruktur 1951 kehrte auch er – nun mit Borussia Neunkirchen – in diese zurück und bestritt bis 1961 Punktspiele in der Oberliga Südwest.
1952/53 kam er im Wettbewerb um den DFB-Pokal zum Einsatz und debütierte am 17. August 1952 beim 2:1-Erstrunden-Sieg über den FC Schalke 04. Im Achtelfinale ereilte ihn und seine Mannschaft das Aus, da sie am 19. November 1952 beim Hamburger SV mit 0:2 verlor.
Als Zweitplatzierter der Saison 1958/59 nahm er infolgedessen am Qualifikationsspiel zur Teilnahme an der Endrunde um die Deutsche Meisterschaft teil, das allerdings am 3. Mai 1959 mit 3:6 gegen Werder Bremen verloren wurde; genauso wie das Finale um den DFB-Pokal in Kassel am 27. Dezember 1959 mit 2:5 gegen Schwarz-Weiß Essen, nachdem er zuvor am 3. Oktober im Halbfinale beim 2:1-Sieg über den VfR Mannheim mitgewirkt und das einzige Tor seiner Mannschaft erzielt hatte.
Als erneut Zweitplatzierter der Saison 1959/60 nahm er abermals an der Endrunde um die Deutsche Meisterschaft teil. Diese wurde in zwei Gruppen zu je vier Mannschaften mit Hin- und Rückspiel ausgetragen, von denen beide Sieger das Finale bestritten. In der Gruppe 1 bestritt er die letzten vier Gruppenspiele. Ins Endspiel zog der Gruppensieger Hamburger SV ein, der gegen den 1. FC Köln mit 3:2 gewann. Seine letzte Saison als aktiver Fußballer schloss er mit Borussia Neunkirchen abermals als Zweitplatzierter ab.

### Nationalmannschaft
Für die Saarländische Nationalmannschaft bestritt er drei Länderspiele und erzielte ein Tor. Sein Debüt gab er im allerersten Länderspiel, das am 22. November 1950 in Saarbrücken mit 1:1 unentschieden im Testspiel gegen die Schweizer Nationalmannschaft endete. Sein zweites Länderspiel bestritt er am 9. Oktober 1955 – ebenfalls in Saarbrücken – das gegen die B-Nationalmannschaft Frankreichs mit 7:5 gewonnen wurde.
In seinem letzten Einsatz als Nationalspieler, am 16. November 1955 in Saarbrücken, erzielte er bei der 1:2-Niederlage gegen die Nationalmannschaft der Niederlande sein einziges Tor.

## Erfolge
- DFB-Pokal-Finalist 1959
- Meister der Ehrenliga Saar 1949